# NGC 6741
NGC 6741 é uma nebulosa planetária na direção da constelação de Aquila. O objeto foi descoberto pelo astrônomo Edward Pickering em 1882, usando um telescópio refrator com abertura de 15 polegadas. Devido a sua moderada magnitude aparente (+11,5), é visível apenas com telescópios amadores ou com equipamentos superiores. 